# 科曼多尔斯基自然保护区
科曼多尔斯基自然保护区又称指挥官群岛国家自然保护区（俄语：Командо́рский госуда́рственный биосфе́рный запове́дник）是一处位于俄罗斯堪察加邊疆區科曼多尔群岛的自然保护区。

## 保护区概况
保护区的总面积为3,648,679公顷（36,648平方公里），其中2,177,398公顷（21,774平方公里）为海洋缓冲区。陆地领土包括白令岛的大部分，所有的梅德內島，以及十三个较小的岛屿和岩石。它于1993年建立，旨在保护指挥官群岛和白令海和北太平洋周围海洋水域的多样化生态系统。

## 生物多样性
由于保护区与世隔绝，以及白令海和太平洋大陆架极高的孕育生命能力，使得保护区具有动物多样性的特色。这里成为100多万只海鸟、几十万只北海狗、数千只北海狮、港海豹和斑海豹的避难所，还有大量的海獭、大约21种鲸类、北极狐的两种稀有的地方特有亚种，以及许多濒临灭绝或受到威胁的候鸟，如大天鹅、小绒鸭和虎头海雕。此外，它还是亚洲和北美洲动植物之间地理上独一无二的跳板。在保护区周围50公里（31英里）的缓冲区内，完全禁止捕鱼。保护区还有另外一个明确目的，促进指挥官群岛上唯一有人居住的定居点：尼科利斯科耶村（Nikolskoye），生态和文化上的可持续发展。该村落截至2007年，约有750人。

## 世界遗产预备名单
2005年，该保护区被联合国教科文组织列入世界遗产预备名单中。